# Mal

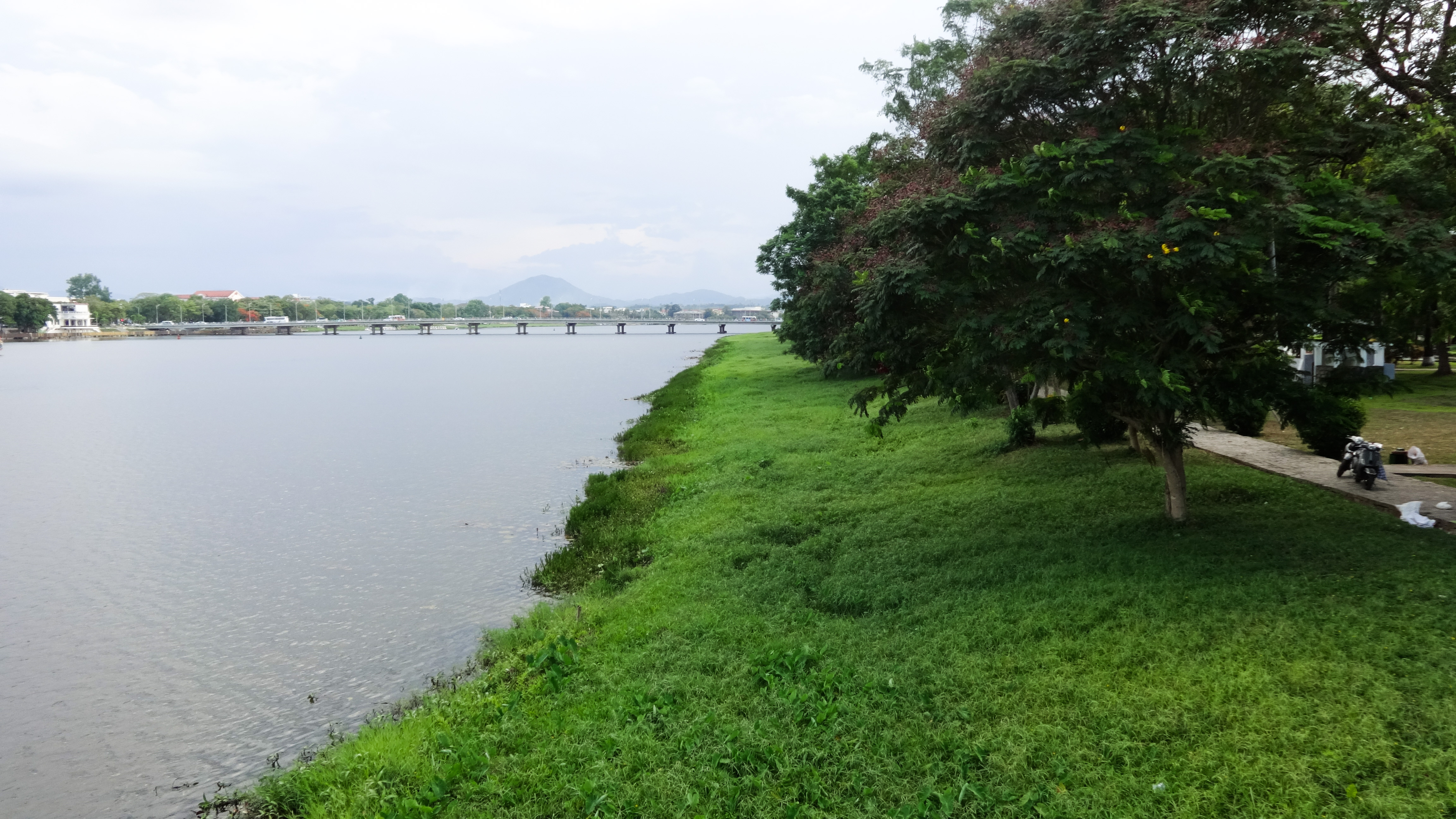
Un mal de iarbă naturală al din Huế, Vietnam

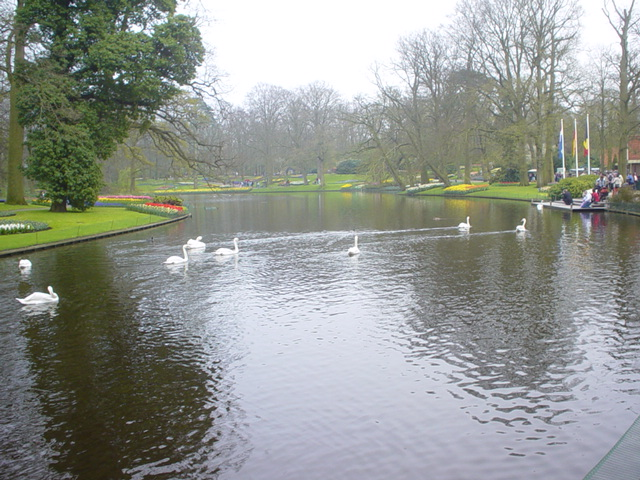
Un lac artificial în Keukenhof cu maluri de iarbă

În geografie, malul este terenul adiacent unei ape. Diferitele structuri sunt denumite maluri în diferite domenii ale geografiei, după cum urmează.
În limnologie (studiul apelor interioare), malul unui pârâu sau malul unui râu este terenul de lângă albia unui râu, sau a unui pârâu⁠(d). Malul este format din părțile laterale ale canalului⁠(d), care delimitează zona de curgere a apei. Malurile cursurilor de apă prezintă un interes deosebit în geografia fluvială, care studiază procesele asociate cu râurile și pâraiele și depozitele și formele de relief create de acestea. Debitul de inundație este un debit suficient de mare pentru a umple canalul și a depăși malurile.

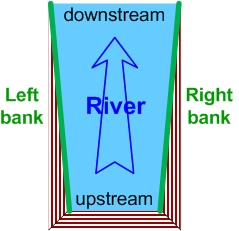
Diagrama malurilor stâng și drept ale unui râu

Termenii descriptivi malul stâng și malul drept sunt definiți în raport cu perspectiva unui observator care privește în aval⁠(d); un exemplu binecunoscut în acest sens este malul stâng⁠(d) sudic și malul drept⁠(d) nordic al râului Sena, care definesc părți ale Parisului. Linia țărmului iazurilor, mlaștinilor, estuarelor, sau lacurilor sunt, de asemenea, de interes în limnologie și sunt și ele denumite maluri. Panta⁠(d) tuturor acestor maluri sau linii de țărm poate varia de la verticală la o pantă mică.
În ecologia apelor dulci⁠(d), malurile sunt de interes ca locație a habitatelor riverane. Zonele riverane⁠(d) apar de-a lungul albiilor de râuri și pâraie de munte⁠(d) și de câmpie. Ecologia din preajma unei mlaștini sau estuar, uneori numită mal, este de asemenea studiată în ecologia apelor dulci.